# 17148 Arifirester
17148 Arifirester è un asteroide della fascia principale. Scoperto nel 1999, presenta un'orbita caratterizzata da un semiasse maggiore pari a 3,140322 UA e da un'eccentricità di 0,196495, inclinata di 9,670709° rispetto all'eclittica. Ha un diametro di 4,815 km. Ha un periodo di rotazione di 2,7778 ore.